# Protestantismus in Algerien
Die Protestanten in Algerien sind eine Minderheit. 
Der kleine protestantische Teil der Bevölkerung praktiziert ihren Glauben im Allgemeinen ohne Intervention von offizieller Seite. Die Protestantische Kirche von Algerien hat lediglich einige Tausend Mitglieder. Sie ist eine reformierte Kirche. Die Protestantische Kirche von Algerien ist eine der beiden offiziell anerkannten christlichen Organisationen. Algerische Christen weisen eine Konzentration in der Kabylei auf.

## Situation
Konvertiten sind dem Risiko der Angriffe durch radikale Islamisten ausgesetzt.
Christliche Missionsgesellschaften dürfen ohne Staatsintervention karitative Arbeit betreiben, solange sie nicht für ihren Glauben werben. 
Seit 2006 kann die Missionierung von Muslimen mit Gefängnisstrafen von bis zu fünf Jahren geahndet werden.